# Metasia gnorisma
Metasia gnorisma là một loài bướm đêm trong họ Crambidae.